# Vidrio fosfatado
El vidrio fosfatado es una clase de vidrios ópticos compuestos por metafosfatos de diversos metales. En lugar de SiO2 en los vidrios de silicato, el sustrato que forma el vidrio es P2O5.

## Descubrimiento
El Dr. Alexis G. Pincus, de la American Optical Company, suministró muestras de vidrio de fosfato de aluminio a los investigadores de Oak Ridge de la época del Proyecto Manhattan, y fue llamado anecdóticamente el inventor en 1945 en una nota de investigador de la Universidad de Columbia por Aristid V. Grosse.

## Propiedades físicas

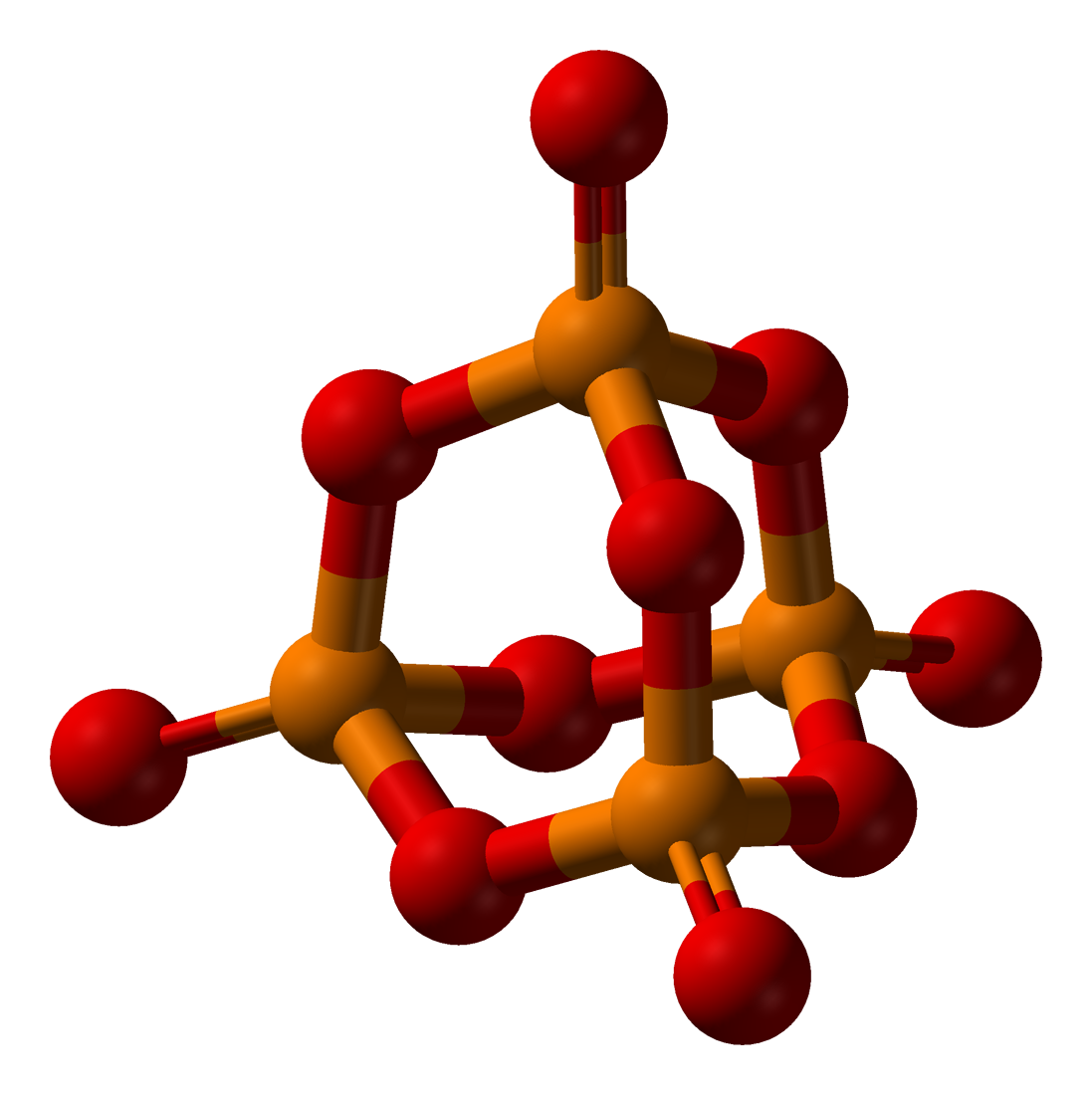
La estructura en forma de jaula del P_{4}O_{10}, parecida a la del adamantano, constituye el bloque de construcción básico para los formadores de vidrios de fosfato.

El P2O5 cristaliza en al menos cuatro formas. El polimorfo más conocido (véase la figura) está formado por moléculas de P4O10. Los demás polimorfos son poliméricos, pero en cada caso los átomos de fósforo están unidos por un tetraedro de átomos de oxígeno, uno de los cuales forma un enlace terminal P=O. La forma O adopta una estructura en capas formada por anillos P6O6 interconectados, no muy diferente de la estructura adoptada por ciertos polisilicatos.
Los vidrios de fosfato son muy resistentes al ácido fluorhídrico. Con una adición de óxido de hierro, actúan como eficaces absorbentes de calor.
Los vidrios de fosfato de hierro y de fosfato de hierro y plomo son alternativas al vidrio de borosilicato para la inmovilización de residuos radiactivos.

## Propiedades únicas
Los vidrios de fosfato pueden resultar ventajosos frente a los vidrios de sílice para fibras ópticas con alta concentración de iones de tierras raras dopantes.
Una mezcla de vidrio de fluoruro y vidrio de fosfato es el vidrio de fluorofosfato.
El vidrio fosfatado que contiene plata se utiliza en los dosímetros de vidrio fosfatado. Emite luz fluorescente al ser irradiado por luz ultravioleta, cuando se expone previamente a radiaciones ionizantes, en una cantidad proporcional a la dosis.
Algunos vidrios de fosfato son biocompatibles e hidrosolubles y son adecuados para su uso como andamios tisulares y óseos degradables dentro del cuerpo humano.